# Željezov(III) oksid
Željezov(III) oksid (Fe2O3, hrđa, ruzina) jedan je od nekoliko oksida željeza. Postoji u dvije kristalne modifikacije: mineral hematit sa strukturom korunda i magnetit (gama-Fe) s inverznom spinelnom strukturom.

## Svojstva
Najvažniji je rudni mineral za dobivanje željeza. Kod nas se nalaze velike količine tog spoja na Petrovoj Gori. 
Željezov(III) oksid se rijetko kad i naziva „prirodna korozija željeza“, jer je hrđa rezultat korozije.
Čisto je željezo postojano u suhom zraku i u vodi u kojoj nema otopljena kisika. Međutim, u vlažnom zraku željezo korodira, pri čemu se na površini stvara hrđa. Po kemijskom sastavu hrđa je hidratizirani željezov(III) oksid (Fe2O3 x ?H2O; jer količina vode nije stalna).

## Uporaba
Rabi se i kao sredstvo za poliranje, točnije, koristi se uklopljen u polimer na raznim trakama i diskovima (audio i video-kasete, diskete). Zbog vrlo sitnih čestica od kojih se sastoji prah željezovog(III) oksida, koristi se kao abraziv kod poliranja metalnog nakita i u proizvodnji optičkih sustava. Koristi se u visokim pećima u proizvodnji željeza, kozmetici kao crveni pigment, zbog svoje boje, za pročišćavanje plinova, kao katalizator, itd. Također je i oksidans, ali malo teže izgara od svih ostalih.

Nanočestice, netoksične u malim količinama, a kemijski aktivne površine, koriste se kao kontrast u tehnici snimanja magnetskom rezonancijom, kao magnetski nosač farmakološki važnih spojeva, te za lokaliziranu termoterapiju.

## Zanimljivosti
- Hrđanje željeza je spora (i dugotrajna) reakcija. Za usporedbu s ionskom reakcijom otopina olovovog (II) nitrata (Pb(NO3)2) i kalijevog jodida (KI), trenutno nastaje žuti talog olovovog (II) jodida (PbI2). Općenito su ionske reakcije brže od molekulskih. Jedan od čimbenika koji utječe na brzinu kemijske reakcije je i vrsta čestica.

Također je i s onim u svagdašnjem životu ali kod fizike, gdje ako automobil za jedan sat prijeđe put od 120km, prosječna je brzina 120 km/h. :Trenutna je brzina ona koju brzinomjer pokazuje u promatranom trenutku na nekoj određenoj brzini. Može se dakle zaključiti da je agregacijsko stanje reaktanata jedan od čimbenika koji utječe na brzinu reakcije. Brzina reakcije veća je što je veća ukupna površina reaktanata u čvrstm agregacijskom stanju. Općenito, ako se nekoj reakcijskoj smjesi povisi temperatura za 10°C, brzina se približno udvostruči.
- Sloj hrđe je porozan, mekan i lako se ljušti, pa ne štiti površinu željeza od daljnje korozije. Budući da je korozija elektrokemijski proces, ona najviše ovisi o redukcijskom elektrodnom potencijalu kao svojstvu metala; što je on negativniji, otpornost metala prema koroziji je manja. :Jedan od velikih problema tehnološkog razvitka i današnje civilizacije jest hrđanje (ili korozija željeza). Korozija može prouzročiti velika oštećenja materijala, a time i propadanje metalnih konstrukcija i industrijskih postrojenja. Zbog toga se primjenjuju različite metode zaštite, npr. katodna zaštita, galvanizacijom ili premazivanjem svakojakim bojama /temeljnim ponajbolje/.

Oko 20% željeza proizvedenog u jednoj godini potroši se za zamjenu proizvoda koji su uništeni hrđom.
Zato se podnožja auta koja se često kreću po cestama po kojima se baca sol premazana uljanim bojama više od 1 puta.
Za sve metale može se reći da manje korodiraju ako su čisti jer na mjestima gdje je došlo do onečišćenja postoji mogućnost nastanka galvanskih članaka, tj. elektrokemijske korozije. Pri tome se uvijek troši metal s negativnijim elektrodnim potencijalom.